# أولغا مينييفا
أولغا بافلوفنا مينييفا (الروسية: Ольга Павловна Минеева) هي عداءة مسافات متوسطة سوفيتية ولدت في يوم 1 سبتمبر 1952 في بلدة ديغتيارسك في أوبلاست سفردلوفسك. أبرز انجازاتها هو فوزها بالميدالية الذهبية في دورة الألعاب الأولمبية الصيفية 1980 في موسكو في سباق 800 متر. وفازت بالميدالية الذهبية في بطولة أوروبا لألعاب القوى 1982 في أثينا.